# Utetes fukuensis
Utetes fukuensis är en stekelart som först beskrevs av Fischer 1968.  Utetes fukuensis ingår i släktet Utetes och familjen bracksteklar. Inga underarter finns listade i Catalogue of Life.